# Yedioth Ahronoth
Yedioth Ahronoth (hebrejski: ידיעות אחרונות, najnovije vijesti), najznačajniji hebrejski dnevni list u Izraelu. Od 1970. godine je najprodavaniji dnevni list u Izraelu.
Jedan od prvih privatnih dnevnih listova u Izraelu. Utemeljio ga je Nachum Komarov 1939. godine. Ubrzo ga kupuje Yehuda Mozes. Prvi organizacijski urednik bio je Noah Mozes, Yehudin sin.
Godine 1948. veći broj novinara i osoblja predvođeno Azrielom Carlebachom, neko vrijeme urednikom, napušta list i osniva novi – Maariv. Carlebacha je na mjestu urednika zamijenio Herzl Rosenblum. Tada je započela borba za tržište između ova dva lista koja je kulminirala tijekom devedesetih kada su oba lista otkrila da imaju prislušne uređaje u telefonima. 
Danas list vodi Arnon Mozes, sin Noaha Mozesa. Moshe Vardi, sin Herzla Rosenbluma dugo godina je bio urednik, a 2005. godine naslijedio ga je Rafi Ginat.
Vlasnik lista je grupacija Yeodith Ahronoth Group, koja posjeduje dionice nekoliko izraelskih tvrtki, kao što su Channel 2, komercijalni televizijski kanal; Hot, kabelska TV tvrtka; Yedioth Tikshoret, grupacija tjednih lokalnih novina; Vesti, list na ruskom jeziku; neke časopise i još neke tvrtke koje se ne bave poslovima vezanim uz medije.